# 前554年
| 千纪： | 前1千纪 |
| 世纪： | 前7世纪 \| 前6世纪 \| 前5世纪 |
| 年代： | 前580年代 \| 前570年代 \| 前560年代 \| 前550年代 \| 前540年代 \| 前530年代 \| 前520年代 |
| 年份： | 前559年 \| 前558年 \| 前557年 \| 前556年 \| 前555年 \| 前554年 \| 前553年 \| 前552年 \| 前551年 \| 前550年 \| 前549年                                                                            |
| 纪年： | 周灵王十八年 魯襄公十九年 齐灵公二十八年 晋平公四年 秦景公二十三年 宋平公二十二年 楚康王六年 卫殇公五年 陈哀公十五年 蔡景侯三十八年 曹武公元年 郑简公十二年 燕文公元年 吴王诸樊七年 杞孝公十三年 |

## 大事记
- 晉国攻齊回军，與諸國君盟於祝柯，囚邾悼公，報復他和鲁国作战。
- 齊靈公卒，子齊莊公嗣位，殺其庶母戎子，曝屍於朝。大夫夙沙衛據高唐叛，城破，被殺。
- 鄭國任用子产為大夫。

## 逝世
- 齊靈公
- 高厚，齐国大夫
- 夙沙衛，齐国大夫
- 子蟜，郑国大夫
- 子孔，郑国大夫
- 孟献子，魯国大夫
- 荀偃，晋国大夫